# بخار

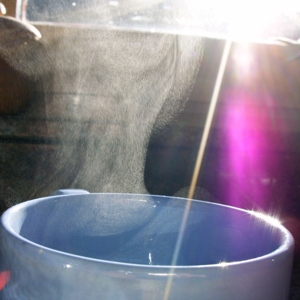
میعان بخار آب به قطره‌های مرئی پس از تبخیر از سطح یک فنجان چای داغ

حالت گازی ماده در دماهایی پایین‌تر از دمای بحرانی را بخار آن ماده می‌گویند. بخار یک ماده را می‌توان با افزایش فشار و متراکم‌سازی، مایع یا جامد کرد.
برای نمونه، دمای بحرانی آب ۳۷۴ درجه سلسیوس است. در دمای معمول، در جو اگر فشار جزئی بخار آب به اندازه کافی زیاد شود، بخار آب می‌تواند طی فرایند میعان به آب تبدیل شود.
گاهی ممکن است که بخار یک ماده، همراه با حالت مایع یا جامد آن باشد. در این حالت، دو فاز در حالت تعادل هستند و فشار جزئی حالت گازی ماده با فشار بخار متعادل مایع یا جامد آن برابر است.

## ویژگی‌ها
بخار به شکلی از حالت گازی یک ماده در دمایی گفته می‌شود که در همان دما، حالت مایع یا جامد آن ماده نیز وجود داشته‌باشد. بالاترین دمایی که چنین حالتی، امکان‌پذیر است را دمای بحرانی می‌نامند. اگر بخار با مایع یا جامد در ارتباط باشد، دو فاز در تعادل خواهند بود.
مولوکول‌های بخار سه حرکت ارتعاشی، چرخشی و انتقالی را انجام می‌دهند.

## فشار بخار

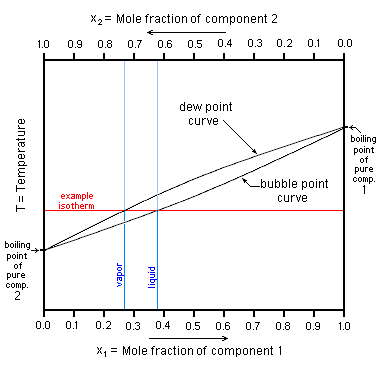
نمودار نقطه جوش دودویی مخلوط فرضی دو جزء بدون آزئوتروپ. یک مثال خط ایزوترم برای مقایسه ترکیبات بخار و مایع در آن دما نشان داده شده است.

فشار بخار، فشار تعادل یک مایع یا جامد در دمای مشخص است. فشار بخار تعادل، تحت تأثیر مقدار سطح تماس مایع یا جامد با بخار قرار ندارد. دمای تبخیر نرمال یک مایع، دمایی است که در آن، فشار بخار با فشار نرمال جو، برابر است.
برای سامانه‌های دو فازی (مانند دوفاز مایع)، فشار بخار دو فاز با هم برابر است. در نبود جاذبه‌های مولکولی قوی، فشار بخار از قانون رائول پیروی می‌کند. بر اساس این قانون، فشار بخار جزئی هر جزء برابر با حاصل‌ضرب فشار بخار جزء در حالت خالص در نسبت مولی آن در مخلوط است. فشار بخار مجموع، حاصل‌جمع فشارهای بخار جزئی است.

## مثال
- عطرها شامل مواد شیمیایی هستند که در دماهای مختلف و با نرخ‌های مختلف، تبخیر می‌شوند.
- چراغ‌های بخار جیوه و بخار سدیم، از اتم‌های برانگیخته، نور تولید می‌کنند.
- وجود بخار آب در نزدیکی زمین و میعان آن، باعث ایجاد پدیده‌هایی مانند مه می‌شود.